# 2009年10月逝世人物列表
2009年逝世人物列表：1月 - 2月 - 3月 - 4月 - 5月 - 6月 - 7月 - 8月 - 9月 - 10月 - 11月 - 12月
2009年10月逝世人物列表，是用於匯總2009年10月期間逝世人物的列表。

## 依日期排序

### 1日
- 奧塔爾·奇拉澤（Otar Chiladze），76歲，喬治亞作家，心力衰竭。[1]
- 安德列-菲力浦·富塔（André-Philippe Futa），66歲，剛果政治家，經濟和外貿部長（自2002年起）。[2]
- Gunnar Haarberg，92歲，挪威電視節目主持人。[3]
- 賽義德·卡邁勒（Syed Kamal），72歲，巴基斯坦演員。[4]
- Lou Moro，91歲，加拿大足球運動員和教練。[5]
- V. M. Muddiah，80歲，印度板球運動員，中風。[6]
- Bhandit Rittakol，58歲，泰國電影導演、製片人和編劇，心力衰竭。[7]
- 辛蒂奧·維蒂埃（Cintio Vitier），88歲，古巴詩人。[8]

### 2日
- 阿蘭·伯恩海姆（Alain Bernheim），86歲，法國出生的美國電影製片人，透析併發症。[9]
- 馬雷克·埃德爾曼（Marek Edelman），86歲，波蘭政治和社會活動家，心臟病專家，華沙猶太區起義的最後一位倖存領導人。[10]
- 傑克·埃文斯（Jack Evans），80歲，澳大利亞政治家，參議員（1983-1984），澳大利亞民主黨聯合創始人，癌症。[11]
- 納特·芬克爾斯坦（Nat Finkelstein），76歲，美國攝影師和攝影記者。[12]
- 約爾根·詹森（Jørgen Jensen），65歲，丹麥奧運選手。[13]
- 約翰「魔術先生」里瓦斯，53歲，美國電臺名人，心臟病發作。[14]
- 薩利赫·梅基（Saleh Meki），61歲，厄利垂亞內閣部長和政治家，心臟病發作。[15]
- 佩格·馬倫（Peg Mullen），92歲，美國作家，電影《友軍之火》的主題。[16]
- 德斯蒙德·普盧默（Desmond Plummer），聖馬里波恩男爵普盧默（Baron Plummer），95歲，英國政治家，大倫敦議會領袖（1967-1973）。[17]
- 羅爾夫·呂斯曼（Rolf Rüssmann），58歲，德國足球經理，前列腺癌。[18]
- Herman D. Stein，92歲，美國教授（凱斯西儲大學）。[19]
- Harvey Veniot，93歲，加拿大Pictou West的MLA（1956-1974），新斯科舍省眾議院議長（1961-1968）。[20]
- 肖恩·威利（Shaun Wylie），96歲，英國數學家和二戰密碼破譯者。[21]

### 3日
- 亞歷山大·巴西萊亞（Aleksandre Basilaia），67歲，喬治亞作曲家。[22]
- 弗拉基米爾·比克曼（Vladimir Beekman），80歲，愛沙尼亞作家和翻譯家。[23]
- 費爾南多·卡爾代羅（Fernando Caldeiro），51歲，阿根廷出生的美國宇航員，腦癌。[24]
- 法蒂瑪·謝里夫，98歲，利比亞王后（1951-1969），伊德里斯一世國王的遺孀。[25]
- 羅伯特·柯比（Robert Kirby），61歲，英國民謠搖滾編曲家。[26]
- 厄尼·洛佩茲（Ernie Lopez），64歲，美國拳擊手，失智併發症。[27]
- 萊因哈德·莫恩（Reinhard Mohn），88歲，德國企業家和出版商，貝塔斯曼基金會創始人。[28]
- 蜜雪兒·內德萊克（Michel Nédélec），69歲，法國奧運自行車運動員。[29]
- 瓦西裡·路易士·普斯卡斯（Vasile Louis Puscas），94歲，羅馬尼亞天主教會聖喬治的美國主教。[30]
- 弗蘭克·佐佩蒂（Frank Zoppetti），93歲，美式足球運動員（匹茲堡鋼人隊）。[31]

### 4日
- Koichi Haraguchi，68歲，日本皇室參謀長，心臟病發作。[32]
- Veikko Huovinen，82歲，芬蘭作家。[33]
- 弗雷德·卡恩（Fred Kaan），80歲，荷蘭出生的英國神職人員和讚美詩作家。[34]
- 格蕾絲·基吉（Grace Keagy），87歲，美國女演員，卵巢癌。[35]
- Ernő Kolczonay，56歲，匈牙利奧運會擊劍銀牌得主（1980年，1992年）。[36]
- 林希禮，91歲，溫州市華人地下第一主教（自1992年起），患有阿爾茨海默病。[37]
- 中川昭一，56歲，日本政治家，財務大臣（2008-2009）。[38]
- 迪迪莫泰喬的尼基弗羅斯，78歲，迪迪莫泰喬的希臘主教。[39]
- Günther Rall，91歲，二戰期間德國空軍飛行王牌，心臟病發作。[40]
- 梅賽德斯·索薩（Mercedes Sosa），74歲，阿根廷民謠歌手，肝功能衰竭。[41]
- 布羅尼斯瓦夫·祖拉科夫斯基（Bronisław Żurakowski），98歲，波蘭航空航天工程師。[42]

### 5日
- 阿曼多·阿科斯塔·科爾德羅（Armando Acosta Cordero），88歲，古巴遊擊隊員。[43]
- 湯米·卡佩爾，87歲，英格蘭足球運動員（諾丁漢森林）。[44]
- 萊昂·克拉克（Leon Clarke），76歲，美式橄欖球運動員（洛杉磯公羊隊），胰腺炎。[45]
- 詹姆斯·杜森伯里（James Duesenberry），91歲，美國經濟學家。[46]
- 羅恩·芬利（Ron Finley），76歲，美式橄欖球教練（坎貝爾斯維爾老虎隊）。[47]
- Israel Gelfand，96歲，俄羅斯數學家。[48]
- Gino Giugni，82歲，義大利勞動和社會保障部長（1993-1994）。[49]
- Giselher Klebe，84歲，德國作曲家。[50]
- 大衛·萊克（David Lake），66歲，美國釀酒師。[51]
- 休·勞埃德·鐘斯爵士（Sir Hugh Lloyd-Jones），87歲，英國古典學者。[52]
- 布萊恩·鮑威爾（Brian Powell），35歲，美國棒球運動員，槍擊自殺。[53]
- René Sommer，58歲，瑞士發明家，電腦滑鼠的共同發明者。[54]
- 約翰尼·威廉姆斯（Johnny Williams），77歲，英國橄欖球聯盟球員。[55]

### 6日
- 吉米·貝茨（Jimmy Bates），99歲，澳大利亞足球運動員，澳大利亞橄欖球聯盟（Australian Football League）在世最年長的球員。[56]
- 帕梅拉·布萊克（Pamela Blake），94歲，美國女演員，自然原因。[57]
- 道格拉斯·坎貝爾（Douglas Campbell），87歲，蘇格蘭出生的加拿大演員，糖尿病和心臟病併發症。[58]
- 雷蒙德·費德曼（Raymond Federman），81歲，法國出生的美國作家和學者，癌症。[59]
- Aengus Finucane，77歲，愛爾蘭牧師，Concern Worldwide首席執行官（1981-1997）。[60]
- Pyarelal Khandelwal，84歲，印度政治家，癌症。[61]
- 維爾納·邁霍費爾，90歲，德國內政部長（1974-1978）。[62]
- 唐娜·梅·米姆斯（Donna Mae Mims），82歲，美國賽車手，第一位女性SCCA冠軍，中風。[63]
- Ramanna Rai，79歲，印度政治家。[64]
- 吉爾伯托·扎爾迪瓦爾，75歲，西班牙劇團的美國創始人，路易體失智併發症。[65]

### 7日
- Ben Ali，82歲，美國餐館老闆（Ben's Chili Bowl），心力衰竭。[57]
- 比克拉姆·凱沙里·迪奧（Bikram Keshari Deo），58歲，印度政治家，心臟驟停。[66]
- 歐文·佩恩（Irving Penn），92歲，美國時尚攝影師（《Vogue》）。[67]
- 謝爾比·辛格爾頓（Shelby Singleton），77歲，美國唱片製作人和唱片公司擁有者（Sun Records），腦癌。[68]
- 海倫·沃茨（Helen Watts），81歲，英國女低音。[69]
- Pedro E. Zadunaisky，91歲，阿根廷天文學家和數學家。[70]

### 8日
- 戈登·博伊德（Gordon Boyd），86歲，英國出生的澳大利亞電視名人。[71]
- 詹姆斯·德爾格羅索，66歲，美國政治家，賓夕法尼亞州伯利恆市市長（2003-2004），白血病。[72]
- 傑拉爾德·弗格森（Gerald Ferguson），72歲，美國出生的加拿大藝術家。[73]
- 胡安·卡洛斯·馬雷科（Juan Carlos Mareco），83歲，烏拉圭演員。[74]
- 亞歷克斯·麥克雷（Alex McCrae），89歲，蘇格蘭足球運動員（米德爾斯堡）和經理（福爾柯克）。[75]
- Torsten Reißmann，53歲，德國奧運柔道運動員。[76]
- Jean Sage，68歲，法國賽車手，雷諾F1車隊前體育總監。[77]
- 邁克爾·安傑洛·薩爾塔雷利，77歲，美國羅馬天主教威爾明頓主教（1995-2008），骨癌。[78]
- 阿布·塔利布（Abu Talib），70歲，美國藍調音樂家，癌症。[79]
- 悉尼·沃林爵士，102歲，安提瓜板球運動員。[80]

### 9日
- 阿恩·巴克爾（Arne Bakker），79歲，挪威足球運動員。[81]
- 弗朗西斯·巴爾達奇諾（Francis Baldacchino），73歲，出生於馬爾他，肯亞馬林迪主教。[82]
- Raymond A. Brown，94歲，美國律師，慢性阻塞性肺病。[83]
- Aldo Buzzi，99歲，義大利作家和建築師。[84]
- Arturo “Zambo” Cavero，68 歲，秘魯民謠歌手，敗血症併發症。[85]
- 雅克·切塞克斯（Jacques Chessex），75歲，瑞士作家，第一位非法國龔古爾獎獲得者，心臟病發作。[86]
- 安妮·弗裡德伯格（Anne Friedberg），57歲，美國教授（南加州大學電影藝術學院），結直腸癌[87]
- 維亞切斯拉夫·伊萬科夫（Vyacheslav Ivankov），69歲，俄羅斯犯罪人物，槍傷。[88]
- 斯圖爾特·卡明斯基（Stuart M. Kaminsky），75歲，美國懸疑作家，肝炎。[89]
- 巴里·萊茨（Barry Letts），84歲，英國電視演員、導演和製片人（《神秘博士》）。[90]
- John Daido Loori，78歲，美國禪宗僧侶，肺癌。[91]
- 赫爾曼·萊希（Hermann Raich），75歲，奧地利羅馬天主教瓦巴格主教（1982-2008）。[92]
- Louis Sanmarco，97歲，法國行政長官，烏班吉沙里省省長（1954-1957年）和高級專員（1957-1958年）。[93]
- 理查·索南費爾特（Richard Sonnenfeldt），86歲，德國出生的美國翻譯，在紐倫堡審判中，中風併發症。[94]
- Dré Steemans，55歲，比利時電視和電臺主持人，心臟驟停。[95]
- Horst Szymaniak，75歲，德國足球運動員。[96]
- Rusty Wier，65歲，美國鄉村音樂創作歌手，癌症。[97]

### 10日
- 路易士·阿吉萊（Luis Aguilé），73歲，阿根廷歌手和詞曲作者，胃癌。[98]
- 保羅·布魯姆（Paul Bloom），70歲，美國律師，為能源部追回了60億美元，胰腺癌。[99]
- 桑尼·布拉德肖（Sonny Bradshaw），83歲，牙買加爵士音樂家，中風。[100]
- 斯蒂芬·蓋特利（Stephen Gately），33歲，愛爾蘭流行歌手（Boyzone），肺水腫。[101]
- 拉裡·詹森（Larry Jansen），89歲，美國棒球運動員（紐約巨人隊，辛辛那提紅人隊），心力衰竭和肺炎。[102]
- 瓊·奧倫斯坦（Joan Orenstein），85歲，英國出生的加拿大女演員。[103]
- 萊昂內爾·平卡斯（Lionel Pincus），78歲，美國商人，華平投資（Warburg Pincus）創始人。[104]
- 傑克·羅斯（Jack Rose），92歲，英國二戰戰鬥機飛行員和殖民地行政長官。[105]
- 卡羅爾·湯姆林森-凱西（Carol Tomlinson-Keasey），66歲，美國心理學家，乳腺癌。[106]

### 11日
- 瓊·馬蒂·阿蘭尼斯（Joan Martí i Alanis），80歲，西班牙大主教，烏格爾主教和安道爾聯合親王（1971-2003）。[107]
- 彼得·卡拉南（Peter Callanan），74歲，愛爾蘭政治家，Seanad成員（自1997年起）。[108]
- 派翠克·漢南（Patrick Hannan），68歲，英國廣播公司、作家和記者。[109]
- 古斯塔夫·克拉爾（Gustav Kral），26歲，奧地利足球運動員，車禍。[110]
- 阿比蓋爾·麥克萊倫（Abigail McLellan），40歲，蘇格蘭藝術家，多發性硬化症。[111]
- Veronika Neugebauer，40歲，德國配音演員，結直腸癌。[112]
- 艾倫·彼得斯（Alan Peters），76歲，英國傢具設計師。[113]
- Halit Refiğ，75歲，土耳其電影導演，膽管癌。[114]

### 12日
- 薩米·阿布·扎伊德，30歲，埃及足球運動員，車禍。[115]
- 莫裡斯·阿吉斯（Maurice Agis），77歲，英國雕塑家。[116]
- 迪特裡希·馮·博特默（Dietrich von Bothmer），90歲，德國出生的美國藝術史學家，大都會藝術博物館館長。[117]
- 阿爾貝托·卡斯塔涅蒂（Alberto Castagnetti），66歲，義大利奧運游泳運動員，心臟手術併發症。[118]
- 米爾德里德·科恩（Mildred Cohn），96歲，美國生物化學家。[119]
- 米哈伊爾·卡拉托齊什維利，50歲，俄羅斯電影導演、編劇和製片人，心臟病發作。[120]
- 唐納德·考夫曼（Donald Kaufman），79歲，美國玩具車收藏家，心臟病發作。[121]
- Brendan Mullen，60歲，美國朋克音樂家和俱樂部老闆（The Masque），中風。[122]
- 斯坦·派克，87歲，英格蘭足球運動員（利物浦，維爾港）。[123]
- 迪基·彼得森（Dickie Peterson），63歲，美國搖滾歌手（Blue Cheer），肝癌。[124]
- 喬·羅森（Joe Rosen），88歲，美國黃金時代漫畫家。[125]
- 弗蘭克·范登布魯克（Frank Vandenbroucke），34歲，比利時自行車手，肺栓塞。[126]
- 伊恩·華萊士（Ian Wallace），90歲，英國低音男中音歌手。[127]

### 13日
- 斯蒂芬·巴內特（Stephen Barnett），73歲，美國法律學者，反對1970年的報紙保存法，心臟驟停。[128]
- 卡倫·布萊恩特（Cullen Bryant），58歲，美式橄欖球運動員（洛杉磯公羊隊），自然原因。[129]
- 羅傑·多克西，62歲，美國物理學家和天文學家，癌症。[130]
- 理查·福斯特（Richard Foster），63歲，美國阿拉斯加眾議院議員，心臟和腎臟疾病。[131]
- 尤金·麥克斯韋·弗蘭克（Eugene Maxwell Frank），101歲，衛理公會美國主教。[132]
- Atle Jebsen，73歲，挪威船東和商人，交通事故。[133]
- 威廉·韋恩·賈斯蒂斯（William Wayne Justice），89歲，美國聯邦法官。[134]
- 呂正草，104歲，中國將軍，原商江的最後倖存者。[135]
- Winston Mankunku Ngozi，66歲，南非薩克斯管演奏家[136]
- 阿爾·馬蒂諾，82歲，美國歌手和演員（《教父》），第一位登上英國單曲榜榜首的人。[137]
- 丹尼爾·梅爾尼克（Daniel Melnick），77歲，美國製片廠高管，電影製片人和電視製片人，肺癌。[138]
- Paul Barbă Neagră，80歲，羅馬尼亞電影導演和散文家。[139]
- 羅傑·尼克鬆（Roger Nixon），88歲，美國作曲家，白血病併發症。[140]
- Nan C. Robertson，83歲，美國普利策獎得主、記者、作家，心臟病患者。[141]
- 26歲的牙買加足球運動員奧蘭·辛普森（Orane Simpson）被刺傷。[142]
- 理查·惠特科姆（Richard T. Whitcomb），88歲，美國航空工程師，肺炎[143]
- 維爾納·讚特（Werner Zandt），81歲，德國奧運短跑運動員。[144]

### 14日
- Lou Albano，76歲，美國職業摔跤手和經理，演員（超級馬里奧兄弟超級秀！），心臟病發作。[145]
- Wilf K. Backhaus，62歲，加拿大角色扮演遊戲設計師。[146]
- 安東尼奧·多·卡爾莫·切伊切，82歲，巴西聖瑪麗亞輔理主教（1969-1971）和阿雷格裡港輔理主教（1971-2001）。[147]
- 弗雷德·克雷斯（Fred Cress），71歲，英國出生的澳大利亞藝術家，阿奇博爾德獎獲得者（1988年），胰腺癌。[148]
- 羅伊·萊恩（Roy Lane），74歲，英國登山運動員，腹膜炎。[149]
- C. B. Muthamma，85歲，印度第一位女外交官和大使。[150]
- 威拉德·瓦內爾·奧利弗（Willard Varnell Oliver），88歲，美國納瓦霍密碼談話者。[151]
- 馬丁·桑德森（Martyn Sanderson），71歲，紐西蘭演員（《指環王：指環王》）。[152]
- Bruce Wasserstein，61歲，美國投資銀行家和商人，心律失常。[153]
- 科林·威爾科克斯（Collin Wilcox），74歲，美國女演員（《殺死一隻知更鳥》），腦癌。[154]
- 里奧·威廉姆斯（Leo Williams），68歲，澳大利亞橄欖球聯盟官員。[155]

### 15日
- 喬治·詹金斯（George P. Jenkins），94歲，大都會人壽（Metlife）的美國董事長，協助ABC和泛美航空（Pan Am）擴張，心力衰竭。[156]
- 喬西亞斯·庫姆普夫（Josias Kumpf），84歲，奧地利納粹集中營看守。[157]
- 伊莉莎白·克萊爾·先知（Elizabeth Clare Prophet），70歲，美國新時代宗教領袖，阿爾茨海默病峰會燈塔（The Summit Lighthouse）的聯合創始人。[158]
- Tollak B. Sirnes，86歲，挪威醫生、精神病學家和藥理學家。[159]
- 喬治·圖斯卡，93歲，美國漫畫家（鋼鐵俠、驚奇隊長、少年泰坦）。[160]
- Heinz Versteeg，70歲，荷蘭足球運動員，癌症。[161]
- 菲力浦·懷特（Philip L. White），86歲，美國歷史學家，癌症。[162]

### 16日
- 鮑勃·大衛斯（Bob Davis），77歲，美國政治家，美國密歇根州眾議員（1979-1993），心臟和腎臟衰竭。[163]
- 英格利斯·德雷弗（Inglis Drever），10歲，英國跨欄賽馬，被安樂死。[164]
- 何塞·埃雷拉（Jose Herrera），67歲，委內瑞拉棒球運動員。[165]
- Meilė Lukšienė，96歲，立陶宛文化歷史學家，Sąjūdis成員。[166]
- 安德列斯·蒙特斯（Andrés Montes），53歲，西班牙體育評論員。[167]
- 瑪麗安·普日庫基（Marian Przykucki），85歲，波蘭羅馬天主教什切青-卡米恩大主教（1992-1999）。[168]
- 約翰·拉姆斯登（John Ramsden），61歲，英國歷史學家。[169]

### 17日
- 多琳·布盧姆哈特夫人（Dame Doreen Blumhardt），95歲，紐西蘭陶藝家。[170]
- 卡拉·博尼（Carla Boni），84歲，義大利歌手。[171]
- 戴安娜·埃爾斯，男爵夫人埃爾斯，88歲，英國外交官和政治家。[172]
- 傑伊·詹森（Jay Johnson），66歲，美國威斯康星州眾議員（1997-1999），美國造幣廠廠長（2000-2001），心臟病發作。[173]
- 弗拉基米爾·卡什布爾（Vladimir Kashpur），82歲，俄羅斯電影演員，俄羅斯人民藝術家。[174]
- 加藤和彥，62歲，日本音樂家（民謠十字軍，虐待狂米卡樂隊），上吊自殺。[175]
- 路易莎·馬克（Louisa Mark），49歲，英國情人搖滾歌手，胃潰瘍併發症。[176]
- 諾瑪·福克斯·馬澤爾（Norma Fox Mazer），78歲，美國作家，腦癌。[177]
- 維克·米茲（Vic Mizzy），93歲，美國作曲家（《亞當斯一家》《綠英畝》）[178]
- Rosanna Schiaffino，69歲，義大利電影女演員，癌症。[179]
- 謝爾登·西格爾（Sheldon Segal），83歲，美國生殖生物學家。[180]
- 邁克爾·謝伊，71歲，英國外交官，英國女王伊莉莎白二世（1978-1987）的新聞秘書，失智。[181]
- 布萊恩·坎貝爾·維克里（Brian Campbell Vickery），91歲，英國信息科學家。[182]

### 18日
- Ion Cojar，78歲，羅馬尼亞演員和電影導演，帕金森病。[183]
- 露絲·達克沃斯（Ruth Duckworth），90歲，美國雕塑家。[184]
- 賈斯珀·霍華德（Jasper Howard），20歲，美式橄欖球運動員，被刺傷。[185]
- 萊諾爾·坎德爾（Lenore Kandel），77歲，美國詩人，肺癌。[186]
- 倫納德·凱勒（Leonard B. Keller），62歲，美國士兵，榮譽勳章獲得者，摩托車事故。[187]
- 盧多維克·甘迺迪爵士，89歲，英國作家和記者，肺炎。[188]
- 阿德里安·科特蘭特（Adriaan Kortlandt），91歲，荷蘭生物學家。[189]
- 奧維迪烏·穆塞特斯庫，54歲，羅馬尼亞政治家，癌症。[190]
- 伊格納西奧·龐塞蒂（Ignacio Ponseti），95歲，西班牙醫生和發明家（龐塞蒂方法）。[191]
- 南希·斯佩羅（Nancy Spero），83歲，美國藝術家，心力衰竭。[192]
- Basie Vivier，82歲，南非橄欖球聯盟球員，跳羚隊隊長（1956年）。[193]

### 19日
- 莫尼·法南（Moni Fanan），63歲，以色列籃球隊經理，上吊自殺。[194]
- 維爾納·赫貝克（Werner Heubeck），85歲，德國出生的英國阿爾斯特巴士和城巴董事總經理，癌症。[195]
- Joe Hutton Jr.，81歲，美國籃球運動員，心臟病發作。[196]
- Sushila Kerketta，71歲，印度政治家，心臟病發作。[197]
- 弗拉基米爾·克洛科奇卡，80歲，捷克政治家和法學家，《77憲章》宣言簽署人。[198]
- Shlomo Lorincz，91歲，匈牙利出生的以色列政治家，心力衰竭。[199]
- 米倫·馬羅維奇，62歲，塞爾維亞奧運籃球運動員。[200]
- Reg McKay，56歲，英國記者和犯罪小說作家，腦癌和肺癌。[201]
- 安傑洛·穆西（Angelo Musi），91歲，美國籃球運動員。[202]
- Nimma Raja Reddy，72歲，印度政治家。[203]
- 阿爾貝托·泰斯塔（Alberto Testa），82歲，義大利作曲家和作詞家。[204]
- 拉杜·蒂莫夫特（Radu Timofte），60歲，羅馬尼亞情報官員，Serviciul Român de Informaţii主任（2001-2006），白血病。[205]
- 霍華德·安魯（Howard Unruh），88歲，美國狂歡殺手。[206]
- 約瑟夫·懷斯曼（Joseph Wiseman），91歲，加拿大演員（諾博士）。[207]

### 20日
- 瑪格麗特·比斯布朗（Margaret Bisbrown），90歲，英國奧運跳水運動員。[208]
- 伊馮娜·卡特（Yvonne Carter），50歲，英國全科醫生和醫學學者，乳腺癌。[209]
- 阿提拉·達爾蓋（Attila Dargay），83歲，匈牙利動畫師。[210]
- 科林·道格拉斯-史密斯（Colin Douglas-Smith），91歲，澳大利亞奧運賽艇運動員。[211]
- 克利福德·漢森（Clifford Hansen），97歲，美國政治家，懷俄明州州長（1963-1967）和美國參議員（1967-1978）。[212]
- 羅伯特·勞特曼（Robert C. Lautman），85歲，美國建築攝影師。[213]
- 卡爾·弗雷德里克·洛佐夫（Carl Fredrik Lowzow），82歲，挪威政治家。[214]
- 查理斯·米爾斯（Charles Mills），88歲，美國畫家。[215]
- Doreen Reid Nakamarra，54歲，澳大利亞原住民藝術家，肺炎。[216]
- Jef Nys，82歲，比利時漫畫家（Jommeke）。[217]
- Sultan Pepper，47歲，美國喜劇作家，艾美獎得主（《本·斯蒂勒秀》）。[218]
- 尤里·梁讚諾夫，22歲，俄羅斯藝術體操運動員，交通事故。[219]
- Winai Senniam，51歲，泰國國會議員，肝癌和結腸癌。[220]

### 21日
- 安德列·巴拉紹夫，63歲，俄羅斯奧運銀牌（1976年）和銅牌（1980年）獲得獎牌的水手。[221]
- 路易絲·庫珀（Louise Cooper），57歲，英國小說家，動脈瘤。[222]
- 萊昂內爾·大衛森（Lionel Davidson），87歲，英國小說家，肺癌。[223]
- 克林頓·福特（Clinton Ford），77歲，英國歌手。[224]
- 約翰·賈曼（John Jarman），78歲，威爾士足球運動員（巴恩斯利，沃爾索爾）和教練。[225]
- 伊恩·麥克菲爾，麥克菲爾勳爵，71歲，英國法官和法律學者。[226]
- 保羅·梅西，83歲，英國奧運銀牌得主（1948年）賽艇運動員。[227]
- 南田洋子，76歲，日本女演員。[228]
- 傑克·納爾遜（Jack Nelson），80歲，美國普利策獎獲得者（1960年），胰腺癌。[229]
- 雷德蒙德·奧尼爾（Redmond O'Neill），55歲，英國政治活動家。[230]
- Sirone，69歲，美國爵士音樂家。[231]
- 泰德·凱撒爾（Ted Sizer），77歲，美國教育改革家，結直腸癌。[232]
- 朱利亞諾·瓦薩利（Giuliano Vassalli），94歲，義大利政治家。[233]

### 22日
- 瑪麗安·阿馬赫（Maryanne Amacher），66歲，美國實驗作曲家、聲音藝術家和裝置藝術家，中風併發症。[234]
- 保羅·安德魯斯（Paul Andrews），53歲，澳大利亞政治家，癌症。[235]
- 尼古拉斯·阿特金（Nicholas Atkin），49歲，英國歷史學家，腦膜炎。[236]
- 丹尼爾·貝克爾（Daniel Bekker），77歲，南非拳擊手，患有帕金森氏症和阿爾茨海默氏症。[237]
- Ray B. Browne，87歲，美國教育家，流行文化學者。[238]
- 皮埃爾·肖努（Pierre Chaunu），86歲，法國歷史學家。[239]
- 霍華德·達爾文（Howard Darwin），78歲，加拿大體育推廣人，渥太華67's的創始人，心臟手術併發症。[240]
- 路德·迪克森（Luther Dixon），78歲，美國詞曲作者。[241]
- 埃弗特·海因斯特倫，97歲，芬蘭奧運運動員。[242]
- 雷·蘭伯特（Ray Lambert），87歲，威爾士足球運動員（威爾士利物浦）。[243]
- Don Lane，75歲，美國出生的澳大利亞藝人，患有阿爾茨海默病。[244]
- Don Ivan Punchatz，73歲，美國科幻藝術家，心臟驟停。[245]
- Herman Reich，91歲，美國棒球運動員（華盛頓參議員隊、芝加哥小熊隊、克利夫蘭印第安人隊）。[246]
- Maciej Rybiński，64歲，波蘭記者和公關人員。[247]
- Soupy Sales，83歲，美國喜劇演員和電視節目主持人，癌症。[248]
- Enver Shehu，75歲，阿爾巴尼亞足球運動員和經理。[249]
- Suchart Chaovisith，69歲，泰國政治家，財政部長（2003-2004年）和副總理（2004年），喉癌。[250]
- 利貝羅·特雷索爾迪（Libero Tresoldi），88歲，義大利羅馬天主教克雷馬主教。[251]
- 阿爾伯特·沃森（Albert Watson），91歲，英格蘭足球運動員（哈德斯菲爾德鎮，奧爾德姆競技）。[252]
- 埃爾默·溫特（Elmer Winter），97歲，萬寶盛華公司（Manpower Inc.）的美國創始人。[253]
- 喬治·派翠克·齊曼（George Patrick Ziemann），68歲，美國羅馬天主教聖羅莎主教。[254]

### 23日
- 琳達·戴（Linda Day），71歲，美國電視導演，白血病和乳腺癌。[255]
- 特雷弗·丹寧（Trevor Denning），86歲，英國藝術家。[256]
- Suhrab Faqir，75歲，巴基斯坦民謠歌手，腎病。[257]
- 克裡斯·霍克（Chris Hawk），58歲，美國衝浪者，口腔癌。[258]
- Lou Jacobi，95歲，加拿大出生的美國演員（《安妮日記》）。[259]
- 圖雷·凱洛，瓦努阿圖政治家和國會議員。[260]
- 約翰·肯利（John Kenley），103歲，美國夏季戲劇製作人，肺炎併發症。[261]
- 肯·珀金斯（Ken Perkins），83歲，英國陸軍上將。[262]
- 傑克·普爾（Jack Poole），76歲，加拿大房地產開發商，胰腺癌。[263]
- 羅恩·索比什奇克（Ron Sobieszczyk），75歲，美國籃球運動員（德保羅藍魔隊，紐約尼克斯隊），退行性腦部疾病。[264]

### 24日
- 比爾·查德威克（Bill Chadwick），94歲，美國曲棍球官員和廣播員。[265]
- 岩田康夫，67歲，日本演員，肺癌。[266]
- 卡爾·賴辛格（Karl Reisinger），73歲，奧地利奧運柔道運動員。[267]

### 25日
- Yoshiteru Abe，68歲，日本職業圍棋選手。[268]
- 迪·安東尼（Dee Anthony），83歲，美國音樂經理，肺炎。[269]
- Maksharip Aushev，43歲，俄羅斯政治活動家和印古什反對派領導人，商人（Ingushetia.org 歲），被槍殺。[270]
- 阿多爾·巴瓦尼（Adoor Bhavani），82歲，印度女演員。[271]
- 比利·比比特（Billy Bibit），59歲，菲律賓士兵和政變領導人，中風併發症。[272]
- 卡米洛·西賓（Camillo Cibin），83歲，義大利前梵蒂岡憲兵隊指揮官。[273]
- 弗里茨·達格斯（Fritz Darges），96歲，德國二戰武裝黨衛軍軍官。[274]
- 西摩·弗羅默（Seymour Fromer），87歲，美國猶大·L·馬格尼斯博物館（Judah L. Magnes Museum）創始人。[275]
- 萊斯利·格德斯（Leslie A. Geddes），88歲，美國電氣工程師和生理學家。[276]
- 勞倫斯·哈普林（Lawrence Halprin），93歲，美國建築師（吉拉德利廣場，佛蘭克林·德拉諾·羅斯福紀念堂）。[277]
- 格哈德·努普（Gerhard Knoop），88歲，挪威戲劇導演。[278]
- Chittaranjan Kolhatkar，86歲，印度演員，心臟病發作。[279]
- S. Ashok Kumar，62歲，印度法學家。[280]
- René Marigil，81歲，西班牙自行車手。[281]
- 邁克·麥昆（Mike McQueen），52歲，美國記者，美聯社路易士安那州和密西西比州分社社長，癌症。[282]
- 英格堡·梅洛，90歲，阿根廷奧運運動員。[283]
- 海因茨-克勞斯·梅茨格（Heinz-Klaus Metzger），77歲，德國音樂評論家。[284]
- 拉薩羅·佩雷斯·希門尼斯（Lázaro Pérez Jiménez），66歲，塞拉亞墨西哥羅馬天主教主教。[285]
- 亞歷山大·皮亞蒂戈爾斯基，80歲，俄羅斯出生的英國哲學家。[286]
- 傑弗里·皮考爾（Jeffry Picower），67歲，美國慈善家，伯納德·麥道夫（Bernard Madoff）的同事，心臟病發作后溺水身亡。[287]
- Kamala Sankrityayan，89歲，印度作家和文學家。[288]
- Tangi Satyanarayana，78歲，印度政治家，安得拉邦Vidhan Sabha議長（1983-1985）。[289]
- 西婭·西格爾（Thea Segall），80歲，羅馬尼亞攝影師，自1958年以來一直居住在委內瑞拉，直到去世。[290]
- 凱文·威德蒙德（Kevin Widemond），23歲，美國籃球運動員，心臟病發作。[291]

### 26日
- 丹尼爾·阿查魯帕蘭比爾（Daniel Acharuparambil），70歲，印度羅馬天主教維拉波利大主教（自1996年起），腎衰竭。[292]
- 蒂爾·比文斯，61歲，美國德克薩斯州參議院議員（1989-2004），駐瑞典大使（2004-2006）。[293]
- 薩比諾·費爾南德斯·坎波（Sabino Fernández Campo），拉托雷斯第一伯爵，91歲，西班牙王室首領，23-F政變失敗的關鍵人物。[294]
- Lea Fite，54歲，美國政治家，阿拉巴馬州眾議院議員（自2002年起），明顯癲癇發作。[295]
- 弗雷德·麥卡錫（Fred McCarthy），91歲，美國漫畫家。[296]
- Yoshirō Muraki，85歲，日本電影製作設計師和藝術總監，心力衰竭。[297]
- 喬治·納奧普，81歲，美國音樂家和草裙舞專家，Merrie Monarch音樂節創始人，癌症。[298]
- 特洛伊·史密斯（Troy Smith），87歲，美國商人，Sonic Drive-In連鎖店創始人，自然原因。[299]

### 27日
- 塔帕尼·阿爾托馬（Tapani Aartomaa），75歲，芬蘭教授和平面設計師。[300]
- 小弗蘭克·佈雷迪（Frank Brady Jr.），64歲，愛爾蘭足球運動員（三葉草流浪者），癌症。[301]
- 約翰·大衛·卡森（John David Carson），57歲，美國演員（Falcon Crest）。[302]
- 奧古斯特·科波拉，75歲，美國作家，文學教授，尼古拉斯·凱奇的父親，心臟病發作。[303]
- 羅伊·德卡拉瓦（Roy DeCarava），89歲，美國攝影師。[304]
- 亞歷克斯·哈裡斯（Alex Harris），34歲，澳大利亞殘奧會游泳運動員，金牌得主（2004年），乘火車自殺。[305]
- 大衛·謝潑德（David Shepherd），68歲，英國板球運動員和裁判，肺癌。[306]
- Paul Zamecnik，96歲，美國分子生物學家。[307]

### 28日
- ，85歲，英國摩托車試車手。[308]
- 萊斯利·金（Leslie King），59歲，特立尼達奧運自行車運動員。[309]
- 保羅·曼茲（Paul Manz），90歲，美國路德會管風琴家和作曲家。[310]
- 泰勒·米切爾（Taylor Mitchell），19歲，加拿大創作歌手，土狼襲擊。[311]
- 傑里·莫里斯（Jerry Morris），99歲，英國流行病學家。[312]
- 黎比寧（Ted Nebbeling），65歲，荷蘭裔加拿大政治人物，不列顛哥倫比亞省省議員（1996年-2005年），惠斯勒長官，結腸癌。[1]

### 29日
- Russell L. Ackoff，90歲，美國組織理論家，手術併發症。[314]
- 貝世章，106歲，中國生物學家和教育家。[315]
- 讓-法蘭索瓦·貝爾吉爾（Jean-François Bergier），77歲，瑞士歷史學家。[316]
- Jan Gąsienica Ciaptak，86歲，波蘭奧運滑雪運動員。[317]
- 查理斯·康拉德（Charles E. Conrad），84歲，美國表演教練，腎衰竭。[318]
- San'yūtei Enraku V，76歲，日本喜劇演員（Shōten），肺癌。[319]
- 吉諾·弗拉卡斯（Gino Fracas），79歲，加拿大足球運動員。[320]
- 奧拉夫·霍德內（Olav Hodne），88歲，挪威傳教士。[321]
- June Maule，92歲，美國女商人，Maule Air的所有者。[322]
- 約翰·奧奎因（John O'Quinn），68歲，美國律師，交通事故。[323]
- Norman Painting，85歲，英國廣播演員（The Archers），心力衰竭。[324]
- Jürgen Rieger，63歲，德國律師和政治家（NPD），中風。[325]
- 擊敗魯迪，89歲，瑞士奧運銅牌得主（1948年）冰球運動員。[326]
- 亞歷山大·舒爾，89歲，美國學者，紐約理工學院創始人，新西伯利亞國立大學校長（1970-1985），阿爾茨海默病。[327]
- 戴夫·特裡恩，81歲，美國政治家，路易士安那州州長（1980-1984），呼吸系統疾病。[328]

### 30日
- Juvenal Amarijo，85歲，巴西足球運動員，呼吸衰竭。[329]
- 諾頓·布法羅（Norton Buffalo），58歲，美國創作歌手，布魯斯口琴演奏家（史蒂夫·米勒樂隊），肺癌。[330]
- 拉瑪塔·迪亞基特（Ramata Diakité），32-33歲，馬里瓦蘇魯音樂家，甲型肝炎[331]
- Forest Evashevski，91歲，美式橄欖球教練（愛荷華鷹眼隊），癌症。[332]
- 克勞德·列維-斯特勞斯（Claude Lévi-Strauss），100歲，法國人類學家和作家。[333]
- 蜜雪兒·特裡奧拉·馬文（Michelle Triola Marvin），76歲，具有里程碑意義的“palimony”訴訟（馬文訴馬文）的美國原告，肺癌。[334]
- 瓊·米德爾頓（June Middleton），83歲，澳大利亞人患有脊髓灰質炎，是世界上鐵肺倖存者時間最長的人。[335]
- Alick Rowe，70歲，英國電視和廣播作家，心臟病發作。[336]
- 豪伊·舒爾茨（Howie Schultz），87歲，美國棒球和籃球運動員，癌症。[337]
- František Veselý，65歲，捷克足球運動員。[338]
- 伊戈爾·維亞茲米金（Igor Vyazmikin），43歲，俄羅斯冰球運動員。[339]
- 尤金妮亞·華茲華斯-史蒂文森，賴比瑞亞外交官。[340]

### 31日
- 羅克·安東尼奧·亞當斯·羅德裡格斯（Roque Antonio Adames Rodríguez），81歲，多明尼加羅馬天主教聖地牙哥·德洛斯·卡瓦列羅斯主教。[341]
- 蒂姆·比克斯塔夫（Tim Bickerstaff），67歲，紐西蘭電臺名人。[342]
- 陳琳，39歲，中國流行歌手，跳樓自殺。[343]
- 休·丁威迪（Hugh Dinwiddy），97歲，英國板球運動員。[344]
- 斯坦利·埃利斯（Stanley Ellis），83歲，英國語言學學者。[345]
- 哈裡·高斯（Harry Gauss），57歲，加拿大足球教練，腦癌。[346]
- 派特·凱塞爾（Pat Keysell），83歲，英國電視節目主持人。[347]
- Lee 胡-rak，85歲，韓國間諜頭目，國家情報局局長（1970-1973），腦瘤。[348]
- 穆斯塔法·馬哈茂德（Mustafa Mahmoud），87歲，埃及科學家、作家和哲學家。[349]
- 約翰·梅森（John Mason），89歲，英國歷史學家和圖書館員。[350]
- 錢學森，97歲，中國科學家，JPL聯合創始人。[351]
- 史蒂夫·里德（Steve Reid），94歲，美式橄欖球運動員（西北野貓隊）。[352]
- Neguinho do Samba，54歲，巴西打擊樂手，Olodum創始人，心力衰竭。[353]
- Jan Wejchert，59歲，波蘭商人和媒體大亨，ITI集團聯合創始人，TVN的共同所有人，心臟病發作。[354]
- 湯姆·惠特克羅夫特（Tom Wheatcroft），87歲，英國商人，多寧頓公園賽道的所有者。[355]